# Limonia
Limonia är ett släkte av tvåvingar som beskrevs av Johann Wilhelm Meigen 1803. Limonia ingår i familjen småharkrankar.

## Dottertaxa tillLimonia, i alfabetisk ordning[1][2]
- Limonia acaenophora
- Limonia achates
- Limonia acinacis
- Limonia acutissima
- Limonia albifrons
- Limonia albipes
- Limonia alboangusta
- Limonia alienata
- Limonia alopecura
- Limonia amabilis
- Limonia amblymera
- Limonia amicula
- Limonia angulosa
- Limonia annulata
- Limonia anteterminalis
- Limonia anthracina
- Limonia aquilina
- Limonia argopoda
- Limonia arthritica
- Limonia atnitta
- Limonia atridorsum
- Limonia atrisoma
- Limonia atroaurata
- Limonia atwatye
- Limonia aureolenta
- Limonia ayodhya
- Limonia badia
- Limonia bagobo
- Limonia bidens
- Limonia bifaria
- Limonia bilan
- Limonia bilobulifera
- Limonia bipendula
- Limonia bistigma
- Limonia borealis
- Limonia bougainvilleana
- Limonia brachylabis
- Limonia brunettiella
- Limonia bryaniana
- Limonia cairnensis
- Limonia calcarifera
- Limonia caucasica
- Limonia chaseni
- Limonia cinctiventris
- Limonia citrofocalis
- Limonia congesta
- Limonia costalis
- Limonia dactylolabis
- Limonia deceptor
- Limonia decurvans
- Limonia desiderata
- Limonia devata
- Limonia dilutior
- Limonia dilutissima
- Limonia dipinax
- Limonia distivena
- Limonia ectopa
- Limonia edax
- Limonia edura
- Limonia egesta
- Limonia elephantella
- Limonia elephantina
- Limonia eos
- Limonia episema
- Limonia erugata
- Limonia esakii
- Limonia evittata
- Limonia expedita
- Limonia festiva
- Limonia firestonei
- Limonia flavescens
- Limonia flavipes
- Limonia flavoterminalis
- Limonia fraudulenta
- Limonia fusciceps
- Limonia fuscofemorata
- Limonia gissarica
- Limonia goodenoughensis
- Limonia gracilis
- Limonia graciosa
- Limonia habra
- Limonia hebridicola
- Limonia hera
- Limonia hercegovinae
- Limonia hians
- Limonia hostilis
- Limonia inconsiderata
- Limonia indigena
- Limonia infantula
- Limonia infausta
- Limonia insitiva
- Limonia interjecta
- Limonia iridescens
- Limonia japonica
- Limonia juvenca
- Limonia karafutonis
- Limonia kashmirica
- Limonia kumbu
- Limonia kuschei
- Limonia labuana
- Limonia lackschewitziana
- Limonia lateroflava
- Limonia lateromacula
- Limonia latiorflava
- Limonia latipennis
- Limonia lindbergi
- Limonia longeantennata
- Limonia longivena
- Limonia luteipostica
- Limonia luteivittata
- Limonia lyssa
- Limonia macateei
- Limonia macrostigma
- Limonia maculicosta
- Limonia maculipennis
- Limonia marginata
- Limonia marginepunctata
- Limonia messaurea
- Limonia metatarsalba
- Limonia microlabis
- Limonia micropyga
- Limonia monilis
- Limonia mouicola
- Limonia murcida
- Limonia nebulinervis
- Limonia negativa
- Limonia nemoralis
- Limonia neoindigena
- Limonia nigrella
- Limonia nigricans
- Limonia nigropunctata
- Limonia nitobei
- Limonia niveipes
- Limonia nominata
- Limonia nubeculosa
- Limonia nussbaumi
- Limonia obsoleta
- Limonia ocellata
- Limonia omniflava
- Limonia pabulina
- Limonia pacata
- Limonia pacatella
- Limonia pacatina
- Limonia pallida
- Limonia pallidipleura
- Limonia pannonica
- Limonia parietina
- Limonia parvipennis
- Limonia parvispiculata
- Limonia penumbrata
- Limonia peramabilis
- Limonia perbeata
- Limonia perdistincta
- Limonia perextensa
- Limonia perissoptera
- Limonia pernigrina
- Limonia pernodosa
- Limonia perproducta
- Limonia phragmitidis
- Limonia pilosicaudata
- Limonia platyptera
- Limonia platyterga
- Limonia pondoensis
- Limonia pristomera
- Limonia procericornis
- Limonia prolixicornis
- Limonia prolixisetosa
- Limonia pronotalis
- Limonia propior
- Limonia prudentia
- Limonia pullata
- Limonia pygmea
- Limonia quantilla
- Limonia raiateaae
- Limonia rantaiensis
- Limonia sanguinea
- Limonia sannionis
- Limonia serandi
- Limonia serpula
- Limonia shushna
- Limonia sociabilis
- Limonia splendens
- Limonia stenolabis
- Limonia stigma
- Limonia stoneri
- Limonia striopleura
- Limonia subaequalis
- Limonia subhostilis
- Limonia submurcida
- Limonia subpacata
- Limonia subprolixa
- Limonia sylvicola
- Limonia synempora
- Limonia syrma
- Limonia tagax
- Limonia talungensis
- Limonia tanakai
- Limonia tanyrhyncha
- Limonia taurica
- Limonia tessellatipennis
- Limonia thaleitrichia
- Limonia thanatos
- Limonia tigriventris
- Limonia tristigma
- Limonia trivittata
- Limonia turpis
- Limonia tuta
- Limonia ubensis
- Limonia uniaculeata
- Limonia unimaculata
- Limonia vajra
- Limonia venustula
- Limonia vibhishana
- Limonia viridicolor
- Limonia viticola
- Limonia woosnami
- Limonia vormanni
- Limonia yakushimensis
- Limonia yapicola
- Limonia yellowstonensis
- Limonia yeranda